# Залудне руке
Залудне руке (енгл. Idle Hands) су америчка хорор комедија из 1999. у режији Родмана Флендера, са Девоном Савом, Џесиком Албом, Сетом Грином, Елденом Хенсоном и Вивиком Фокс у главним улогама. Радња прати живот просечног лењог тинејџера, Антона Тобајаса (кога тумачи Девон Сава), чија рука постаје поседнута демоном и започиње крвави пир на Ноћ вештица.
Негативне критике које су уследиле одмах након премијере, утицале су и на комерцијални неуспех филма, пошто је са буџетом од 25.000.000 $ долара зарадио тек нешто више од 4.200.000 $. Међутим, филм се данас представља у знатно позитивнијем светлу и сматра се култним класиком. Перформанс главног глумца, Девона Саве, прошао је веома запажено, што му је помогло да наредне године добије главну улогу у знатно успешнијем тинејџерском хорору, Последња екскурзија. Сава је за улогу Антона Тобајаса био номинован за Награду Сатурн за најбољег младог глумца, док је наредне године освојио исту награду за улогу Алекса Броунинга у Последњој екскурзији.

## Радња
Антон Тобајас је лењи тинејџер, који по цео дан седи у својој фотељи, гледа ТВ и пуши марихуану. Ствари се у његовом животу закомпликују када открије да не може да контролише своју десну руку, која му убија родитеље и два најбоља друга.
Схвативши да ће због њега страдати још људи из његовог окружења, Антон одсече себи руку, али прави терор тек тада почиње...

## Улоге
| Глумац          | Улога                     |
| --------------- | ------------------------- |
| Девон Сава      | Антон Тобајас             |
| Џесика Алба     | Моли                      |
| Сет Грин        | Мик                       |
| Елден Хенсон    | Пнаб                      |
| Вивика А. Фокс  | Деби Лекјур               |
| Џек Носворти    | Ренди                     |
| Кристофер Хаст  | рука                      |
| Роберт Инглунд  | глас руке                 |
| Стив ван Вормер | Кертис                    |
| Фред Вилард     | господин Тобајас          |
| Кони Реј        | госпођа Тобајас           |
| Кејти Рајт      | Тања                      |
| Кели Монако     | Тифани                    |
| Шон Вејлен      | полицајац Макмејси        |
| Николас Садлер  | полицајац Рак             |
| The Offspring   | сами себе                 |
| Ренди Оглесби   | шериф Бакхејнен           |
| Тимоти Стек     | директор Тидвел           |
| Декстер Холанд  | самог себе                |
| Том Делонг      | продавац бургера          |
| Минди Стерлинг  | девојка у сали за куглање |
| Рики Мартин     | момак у парку аутомобила  |
| Кајл Гас        | шеф Џангл бургера         |
| Џои Слотник     | менаџер Џангл бургера     |